# Černá (přítok Malše)
Černá (německy Schwarzaubach, někdy česky též Černý potok, lidově též Švarcava) je říčka v okresech Gmünd v Dolních Rakousech a Český Krumlov v Jihočeském kraji. Celková délka toku činí 29,3 km, z toho 27,4 km v kategorii významný. Plocha povodí měří 148,6 km².

## Průběh toku
Pramení pod jménem Schwarzaubach v Rakousku na jihozápadním svahu hory Nebelstein, nad sídlem Schwarzau. Na české části řeky se nacházejí splavovací nádrž Zlatá Ktiš a Soběnovská přehrada. Do Malše se vlévá severně od Kaplice jako jeden z jejích významnějších pravostranných přítoků.

### Větší přítoky
Největším přítokem říčky Černé je Pohořský potok. Do Černé se vlévá z levé strany mezi Ličovem a Benešovem nad Černou (ř.km 11,3). Z větších toků se do Černé vlévá ještě z levé strany Huťský potok a z pravé Lužný potok.

## Vodní režim
Hlásný profil:
| místo | říční km | plocha povodí | průměrný průtok (Qa) | stoletá voda (Q100) |
| ----- | -------- | ------------- | -------------------- | ------------------- |
| Ličov | 8,90     | 126,45 km²    | 1,56 m³/s            | 188 m³/s            |

## Využití
Dříve se zde intenzivně plavilo dříví (na 12 km toku). Od roku 1925, kdy byla na říčce postavena Soběnovská přehrada, má velký význam výroba elektrické energie a protipovodňová ochrana. S výjimkou údolní nádrže jde výhradně o pstruhovou vodu.

## Fotogalerie

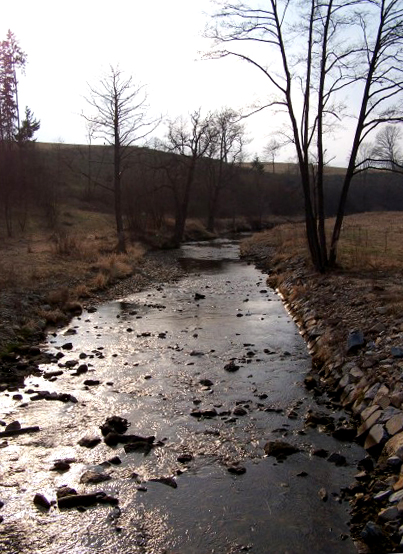
Záběr po proudu Černé z mostu
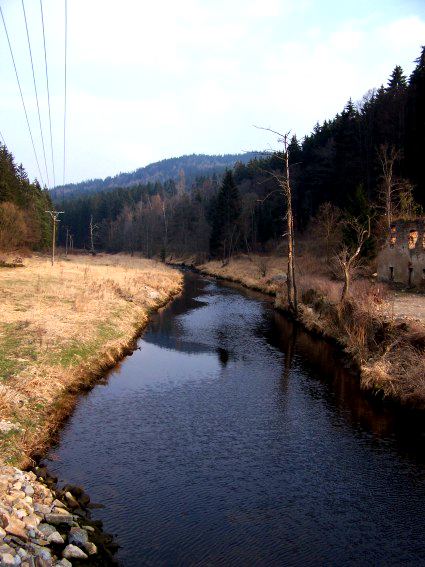
Záběr směrem k elektrárně